# Nhuế Huyền
Nhuế Huyền (tiếng Trung: 芮玄; bính âm: Rui Xuan; ? - 226), tự Văn Biểu (文表), là tướng lĩnh Đông Ngô thời Tam Quốc trong lịch sử Trung Quốc.

## Cuộc đời
Nhuế Huyền quê ở quận Đan Dương, Dương Châu, là con trai thứ hai của Nhuế Chỉ.
Nhuế Chỉ (芮祉) tự Tuyên Tự (宣嗣), theo Tôn Kiên chinh chiến sa trường, được Kiên tiến cử làm thái thú Cửu Giang, sau lại dời sang Ngô quận. Anh Huyền là Nhuế Lương (芮良), tự Văn Loan (文鸞), theo Tôn Sách bình định Giang Đông, lập nhiều công lao, được phong chức Cối Kê đông bộ đô úy.
Sau khi Lương chết, Nhuế Huyền kế thừa quân đội, lập nhiều công lao, được phong tước Lật Dương hầu.
Tôn Quyền muốn tìm vợ cho thái tử Tôn Đăng. Quần thần lấy nhà họ Nhuế ba đời trung trinh, từ Nhuế Chỉ đến Nhuế Huyền lấy đức, nghĩa, văn, võ mà nổi danh, đề cử con gái của Huyền. Quyền bèn sính Nhuế thị làm thái tử phi.
Năm 226, Huyền chết, Tôn Quyền vô cùng thương tiếc. Quân của Huyền được giao cho Phan Tuấn, đóng ở Hạ Khẩu.

## Trong văn hóa
Nhuế Huyền không xuất hiện trong tiểu thuyết Tam quốc diễn nghĩa của La Quán Trung.